# Liu Hao
Liu Hao (n. 1993, Yunnan, Republica Populară Chineză) este un sportiv ce a reprezentat Republica Populară Chineză, medaliat olimpic. A participat la 2 ediții ale Jocurilor Olimpice (2020, 2024) în care a câștigat o medalie de aur.